# Mitsuo Tsukahara
Mitsuo Tsukahara (jap. 塚原 光男, Tsukahara Mitsuo; * 22. Dezember 1947 in Tokio) ist ein ehemaliger japanischer Kunstturner. Mit fünf Goldmedaillen, einer Silbermedaille und drei Bronzemedaillen gehört er zu den erfolgreichsten Sportlern bei Olympischen Spielen.

## Leben
Bei den Olympischen Spielen 1968 gewann er mit der japanischen Riege den Mannschaftswettbewerb. Vier Jahre später in München zeigte er den von ihm erfundenen Doppelsalto rückwärts mit Schraube als Abgang vom Reck, den sogenannten Mondsalto; er siegte in München mit der Mannschaft und am Reck. Diese beiden Titel gewann Tsukahara auch 1976 in Montreal, wobei seine abschließende Reckübung im Mannschaftswettbewerb den Ausschlag für den Sieg über die Sowjetunion gab.
Neben seinem Reckabgang ist besonders sein Überschlag mit anschließendem Rückwärtssalto bekannt geblieben, dieser Sprung wird nach ihm als Tsukahara bezeichnet. Diesen Sprung zeigte er zuerst bei den Weltmeisterschaften 1970, er wurde damit Weltmeister im Pferdsprung.
Ab 1983 war Mitsuo Tsukahara Trainer der japanischen Mannschaft und betreute diese unter anderem bei den Olympischen Spielen 1984. Sein Sohn Naoya Tsukahara wurde 2004 Olympiasieger mit der japanischen Riege.

## Internationale Erfolge
- Olympische Sommerspiele 1968
  - Platz 18 im Mehrkampf
  - Platz 4 an den Ringen
  - Platz 4 am Boden
  - Platz 1 in der Mannschaftswertung
- Weltmeisterschaften 1970
  - Platz 2 im Mehrkampf
  - Platz 1 im Pferdsprung
  - Platz 2 an den Ringen
  - Platz 1 in der Mannschaftswertung
- Olympische Sommerspiele 1972
  - Platz 8 im Mehrkampf
  - Platz 1 am Reck
  - Platz 3 an den Ringen
  - Platz 1 in der Mannschaftswertung
- Weltmeisterschaften 1974
  - Platz 1 in der Mannschaftswertung
- Olympische Sommerspiele 1976
  - Platz 3 im Mehrkampf
  - Platz 1 am Reck
  - Platz 2 im Pferdsprung
  - Platz 3 am Barren
  - Platz 1 in der Mannschaftswertung
- Weltmeisterschaften 1978
  - Platz 1 in der Mannschaftswertung